# Ізомерія атомних ядер
Я́дерний ізоме́р — метастабільний стан атомного ядра, зумовлений збудженим станом одного чи більше його нуклонів (протонів чи нейтронів). Метастабільними заведено називати ядра, період напіврозпаду яких на 2-3 порядки більший, ніж час життя інших ядерних станів. Взагалі, термін «метастабільний» зазвичай застосовують до станів із часом життя від 10−9 секунд і більше.
Зазвичай, час життя цих станів набагато більший, ніж зазначена межа, і може складати хвилини, години, та (в одному випадку 180mTa) приблизно 1015 років.

## Ядра
Ядра ядерних ізомерів перебувають у вищому енергетичному стані, ніж незбуджені ядра, що перебувають у так званому основному стані. У збудженому стані один з нуклонів ядра посідає ядерну орбіталь з енергією вищою, ніж вільна орбіталь з найнижчою енергією. Ці стани подібні до станів електронів в атомах.
Збуджені атомні стани позбавляються енергії шляхом флюоресценції зазвичай випромінюючи хвилі в діапазоні видимого світла або близькому до нього. Перехід нуклонів з рівня на рівень більш енергетичний, та супроводжується гамма-випроміненням. Наприклад, добре відомий та широко вживаний у медицині ізомер Tc-99m, що має період напіврозпаду близько 6 годин, випромінює γ-промені з енергією 140 кеВ.

## Внутрішня конверсія
Метастабільні ізомери можуть також розпадатися шляхом внутрішньої конверсії — процесу, за якого надлишок енергії не випромінюється γ-променями, а передається одному з електронів атома. Цей процес можливий, якщо атомні електрони здатні проникати в ядро. В такому випадку, енергія ядра передається цьому електрону, внаслідок чого він набуває значної швидкості та енергії. Для збуджених ядер відомі також інші шляхи розпаду.
Є лише один досить стабільний природний ядерний ізомер, що існує з часів первинного нуклеосинтезу — ізотоп танталу 180mTa. Цей нуклід має дуже довгий період напіврозпаду: 1015 років.

## Метастабільні ізомери
Метастабільні ізомери можна отримати шляхом ядерного синтезу або іншою ядерною реакцією. Ядра, що продукуються, здебільшого перебувають у збудженому стані, та випромінюють гамма-кванти або конверсійні електрони. Однак іноді трапляється, що перехід до основного стану відбувається не так швидко. Це трапляється тому, що спін ядра в збудженному стані, в конверсійному інтермедіаті та в основному стані дещо відрізняються. Випромінення гамма-променів гальмується, якщо різниця у спінах є суттєвою, а енергія конверсії мала. У такому випадку збуджений стан — добрий кандидат на метастабільність.
Метастабільні ізомери — це рідкісний вид ізотопів, що зазвичай позначають додатковим індексом «m» (а якщо ізомерів декілька, то m2, m3 і т. д.). Наприклад, Co58m. Індекси (m, m2) корелюють із рівнем енергії збудження ізомерного стану (наприклад, Hf177m2).
Окремим видом метастабільних станів (ізомерів) є ізомери, що діляться (англ. shape isomer). Більшість ядер актиноїдів в основному стані не є кулястими, скоріше еліпсоїдальними, із віссю симетрії, що є довшою за інші (подібно до м'яча в регбі, хоча й менш витягнуті). У деяких із них квантово-механічні стани можуть складатися з такого розподілу протонів та нейтронів, що перехід до основного стану ускладнено. Система може релаксувати або шляхом переходу в основний стан, або шляхом поділу ядра. Іноді ймовірність поділу значно вища, ніж імовірність переходу до основного стану. Ізомери, що діляться, зазвичай позначають літерою «f» (замість «m») наприклад, плутоній-240f або 240fPu.
Більшість ядер у збудженому стані є дуже нестабільними та випромінюють енергію майже миттєво (за час приблизно 10−12 сек). Термін «метастабільний» вживають для позначення ізомерів із часом життя понад 10−9 сек. Квантова механіка передбачає, що деякі ядерні ізомери матимуть досить довгий час життя та цікаві властивості. Цілком стабільних ізомерів не існує, але можуть існувати настільки стабільні стани, що можна назбирати значну кількість ядерного ізомеру.
Найстабільніший та найпоширеніший ядерний ізомер, що зустрічається в природі, це ізомер 180mTa, що наявний у всіх зразках природного танталу в співвідношенні 1 до 8300. Період його напіврозпаду становить щонайменше 4,5× 1016 років. Це значно більше, ніж вік Всесвіту. Ця дивовижна стабільність зумовлена тим, що енергія конверсії до основного стану мала, і перехід ускладнено великою різницею в спінах. Цікаво, що основний стан, ізотоп 180Ta, нестійкий та має період напіврозпаду всього 8 годин. Бета-розпад ізомеру до гафнію або вольфраму енергетично ускладнюють спінові особливості переходу. Консенсусу щодо походження цього ізомеру наразі не досягнуто, але ймовірно, він утворився в зорях, як і більшість важких елементів, хоча існують і більш екзотичні механізми. Перехід цього ізомеру до основного стану супроводжується випромінюванням фотона з енергією 75 кеВ. 1988 року вперше повідомлено, що Ta-180m можна змусити вивільняти енергію, опромінюючи рентгенівськими променями. Після 11-річної дискусії заяву вчених підтвердили 1999 року Белик та ін. співробітники Штутгартської групи ядерної фізики (Stuttgart nuclear physics group).
Інший відомий досить стабільний ядерний ізомер (період напіврозпаду 31 рік, канал розпаду 100 % IT) — це 178m2Hf, що має найбільшу енергію конверсії серед усіх відомих ізомерів із порівняним часом життя. 1 г цього ізомеру містить 1,33 ГДж енергії, що еквівалентно 315 кг тротилу. Він переходить до основного стану, випромінюючи гамма-промені з енергією 2,45 МеВ. Цей ізомер вважається здатним до вимушеної емісії, розглядалася можливість створення на його основі гамма-лазера. Як кандидати на цю роль розглядалися також інші ізомери, але поки що, попри активні зусилля, про позитивний результат не повідомлялося. Проблема використання енергії цього ізомеру носить назву гафнієвої суперечки.
Гольмій також має цікавий ізомер, 166m1Ho, з періодом напіврозпаду 1200 років, що є найбільшим періодом існування для всіх відомих радіоізотопів гольмію (стабільніший лише Ho-163, що має період напіврозпаду 4570 років).
Торій-229 має дуже низьку енергію переходу до основного стану — лише 7,6 ± 0,5 еВ, передбачену на основі спектрометричних розрахунків. Цей ізомер розпадається, випромінюючи з ядра фотони в ультрафіолетовому діапазоні. Ці ультрафіолетові промені зареєстровано лише одного разу, однак, як з'ясувалося потім, помилково. Вони належали азоту в нестандартному збудженому стані.

## Застосування
Ізомери гафнію та танталу розглядалися як кандидати на матеріали для створення потужної зброї, яка могла б обійти Договір про непоширення ядерної зброї. DARPA має (принаймні, мало) програму з дослідження обох цих ядерних ізомерів. Створення матеріалів, здатних до вимушеної емісії, сумнівне, але DARPA створило групу з 12 осіб для дослідження можливості виробництва цих матеріалів.
Ізомери технецію Tc-99m (з періодом напіврозпаду 6,01 годин) та Tc-95m (з періодом напіврозпаду 61 доба) знаходять використання у медицині та техніці.

### Ядерні електричні батареї

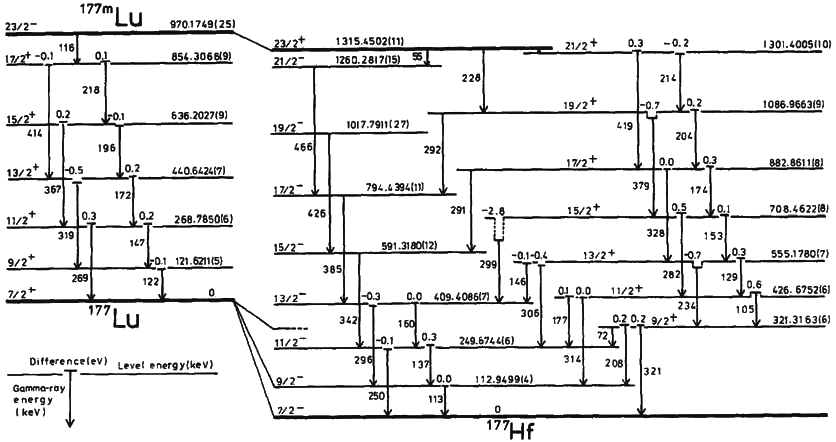
Енергетичні рівні ядерного ізомеру лютецію-177m

Дуже перспективним є застосування ядерних ізомерів для створення ядерних електричних батарей. Ядерні ізомери можуть замінити інші ізотопи, з перспективою створення батарей, що вироблятимуть енергію лише тоді, коли це необхідно. На цю роль розглядаються кандидати 108Ag, 166Ho, 177Lu і 241Am. Єдиним ізомером, де вдалося викликати ефект перемикання був 180Ta, який, на жаль, потребував більше енергії для вимушеної емісії, ніж виробляв.
Розпад ізомеру, такого як 177mLu відбувається через каскад енергетичних рівнів ядра, та вважається, що його можна застосувати для створення вибухових речовин та джерел енергії, які були б на декілька порядків потужнішими, ніж традиційні хімічні.

## Процеси розпаду
Ізомери переходять до стану з нижчою енергією двома основними типами ізомерних переходів:
1. γ-випроміненням високоенергетичних фотонів;
2. внутрішньою конверсією (з іонізацією атому)

Ізомери також можуть перетворюватися на інші елементи. Наприклад, 177mLu може зазнати бета-розпаду з періодом 160,4 доби, перетворюючись на 177Hf, або зазнати внутрішньої конверсії на 177Lu, який, у свою чергу, зазнає бета-розпаду на 177Hf з періодом напіврозпаду 6,68 діб.